# Metropolis (Slowaakse band)
Metropolis is een Slowaakse rock- en nu-metalband. De groep heeft twee cd's uitgebracht. Op de tweede cd Voodoo staat het liedje Mlyny (Molens), opgenomen met de voorman van Desmod, Mário 'Kuly' Kollár. De teksten van de liedjes zijn in het Slowaaks en het Engels.

## Bandleden
- Rado Cimbala - zang
- Jimi Cimbala - gitaar
- Noro Pavlis - gitaar
- Marek Šušla - drums
- Ľaďo Ďurica - basgitaar

## Discografie
- Radioactivity (2005)
- Voodoo (2007)